# 法尔图拉
法尔图拉是巴西圣保罗州的一个市镇。总面积429.464平方公里，总人口14969人，人口密度34.9人/平方公里。